# Ливингстон, Клив
Джон Клив Ливингстон (англ. John Cleve Livingston; род. 24 мая 1947, Лос-Анджелес, Калифорния) — американский гребец, выступавший за сборную США по академической гребле в конце 1960-х — начале 1970-х годов. Серебряный призёр летних Олимпийских игр в Мюнхене, чемпион Панамериканских игр, обладатель серебряной медали чемпионата Европы, победитель и призёр многих регат национального значения.

## Биография
Клив Ливингстон родился 24 мая 1947 года в Лос-Анджелесе, США.
Занимался академической греблей во время учёбы в Гарвардском университете, состоял в местной гребной команде «Гарвард Кримсон», неоднократно принимал участие в различных студенческих регатах, в частности в 1966—1968 годах трижды подряд выигрывал традиционную регату Eastern Sprints. Позже проходил подготовку в клубе Brothers Rowing Club.
Первого серьёзного успеха на взрослом международном уровне добился в сезоне 1967 года, когда вошёл в основной состав американской национальной сборной и побывал на Панамериканских играх в Виннипеге, откуда привёз награду золотого достоинства, выигранную в восьмёрках. Также выступил на чемпионате Европы в Виши, где в той же дисциплине стал серебряным призёром — в финале уступил команде из Западной Германии.
Благодаря череде удачных выступлений удостоился права защищать честь страны на летних Олимпийских играх 1968 года в Мехико — здесь попасть в число призёров не смог, финишировал в восьмёрках шестым.
Находясь в числе лидеров гребной команды США, благополучно прошёл отбор на Олимпийские игры 1972 года в Мюнхене — на сей раз в составе экипажа-восьмёрки в главном финале пришёл к финишу вторым, пропустив вперёд только команду из Новой Зеландии, и тем самым завоевал серебряную олимпийскую медаль. Вскоре по окончании этих соревнований принял решение завершить спортивную карьеру.
Его младший брат Майкл Ливингстон тоже добился определённых успехов в академической гребле, так же является серебряным призёром Олимпийских игр.